# Hey Baby (Jump Off)
Hey Baby (Jump Off) è un brano musicale, secondo singolo estratto dall'album Face Off lavoro collaborativo del rapper Bow Wow e del cantante R&B Omarion. La canzone sfrutta un campionamento di Going Back to Cali di LL Cool J.
Omarion e Bow Wow hanno interpretato il brano anche nell'episodio Taglia zero della serie televisiva Ugly Betty.

## Tracce
Download digitale
1. Hey Baby (Jump Off) - 4:44

## Posizioni in classifica
| Classifica (2007)                     | Posizione più alta |
| ------------------------------------- | ------------------ |
| U.S. Billboard Bubbling Under Hot 100 | 2                  |
| U.S. Billboard Pop 100                | 70                 |
| U.S. Billboard Hot Rap Tracks         | 24                 |
| U.S. Billboard Rhythmic Top 40        | 29                 |
| Nuova Zelanda                         | 33                 |